# Мис Коррентес
23°55′36″ пд. ш. 35°31′48″ сх. д. / 23.92667° пд. ш. 35.53000° сх. д.
Мис Коррентес (англ. Cape Correntes від порт. Cabo das Correntes) — мис у провінції Іньямбане в Мозамбіку, розташований біля південного входу в Мозамбіцьку протоку.

## Опис
Мис Коррентес історично вважався однією з найважчих перешкод, з якими стикались вітрильні кораблі в Індійському океані. Він названий на честь надзвичайно швидкої південної течії (частина Мозамбіцької течії) що проходить тут, з тенденцією утворювати вихори на цьому мисі. Це також точка зіткнення різнонаправлених вітрів, здатних створювати непередбачувано сильні пориви та вихори.
Середньовічні дау з султанату Кілва рідко, якщо взагалі плавали південніше за мис Коррентес, що робило його південним кордоном Узбережжя Суахілі і зони поширення культури Суахілі. Місцеві легенди розповідають, що мис був населений русалками, які зваблювали нещасних моряків і заманювали їх на смерть.

## Небезпеки

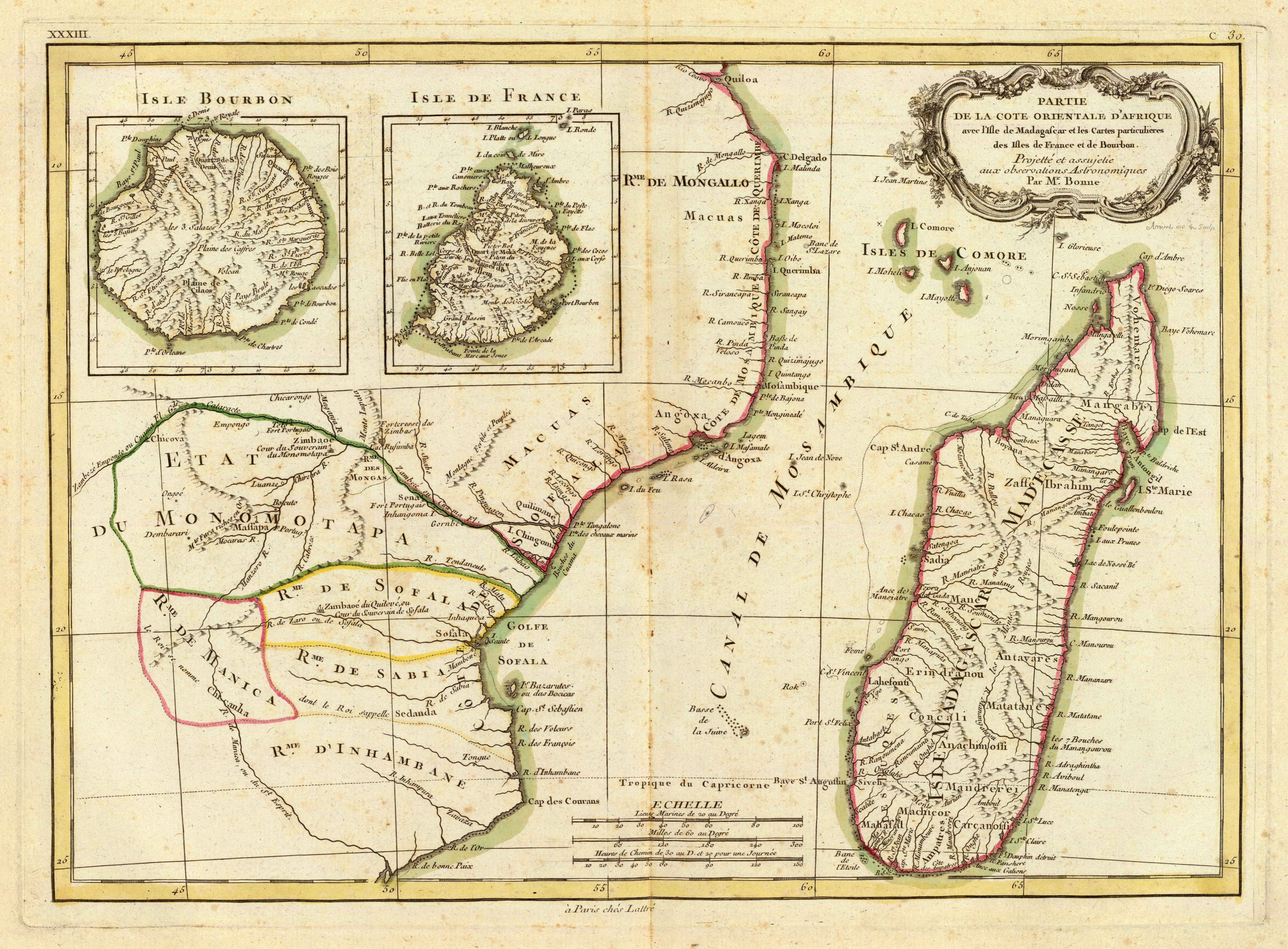
Французька карта Мозамбіцького каналу, прибл. 1791 рік. Мис Коррентес позначений біля нижнього (південного) входу до каналу.

У XVI столітті кораблі португальських Індійських Армад, які прокладали маршрут на вході у Мозамбіцьку протоку занадто близько від узбережжя, часто мали труднощі з подоланням мису Коррентес, а іноді їх відштовхували назад швидка зустрічна течія та складні вітри (найвідоміший приклад відбувся з Васко да Гама у січні 1498 року, коли перший європейський капітан, що спробував подолати мис Коррентес був змушений повернутися до Інгарріме). Плавання в іншому напрямку було ще небезпечнішим, оскільки швидкість течії біля мису могла легко кинути корабель стрімголов на численні мілини та підводні скелі, які характерні для цього відрізку узбережжя. Підраховано, що 30 % кораблів, втрачених португальськими Індійськими Армадами у XVI—XVII століттях, зазнали аварій поблизу мису Коррентес, більше, ніж будь-якому іншому місці. Як наслідок, протягом більшої частини XVI століття капітанам, які поверталися з Індії до Португалії з важкими і менш маневреними кораблями, заборонялося пливти через Мозамбіцьку протоку, а натомість вимагалось тримати курс через «зовнішній маршрут», тобто в обхід острова Мадагаскар зі сходу, через Маскаренські острови, уникаючи тим самим підступних і стрімких вод мису Коррентес.
Небезпеки проходження мису Коррентес були пом'якшені завдяки розробці надійних приладів для вимірювання довготи, що дозволило кораблям уникати плавання поблизу мису та прокладати більш зручний курс через середину Мозамбіцької протоки.